# Тіпперері (графство)
Тіпперері (англ. Tipperary, ірл. Thiobraid Árann) — графство на півдні Ірландії.

## Адміністративний поділ
Входить до складу провінції Манстер на території Республіки Ірландії. Поділяється на два адміністративні графства — Північний Тіпперері та Південний Тіпперері зі столицями Ніна і Клонмел відповідно.